# Kråkemåla
Kråkemåla är en ort i  Oskarshamns kommun.
I området runt Kråkemåla utgörs berggrunden av götemargranit. och här har stenbrytning förekommit under lång tid. Provborrningar genomfördes 1977 i Kråkemåla av Svensk Kärnbränslehantering AB.

## Bildgalleri

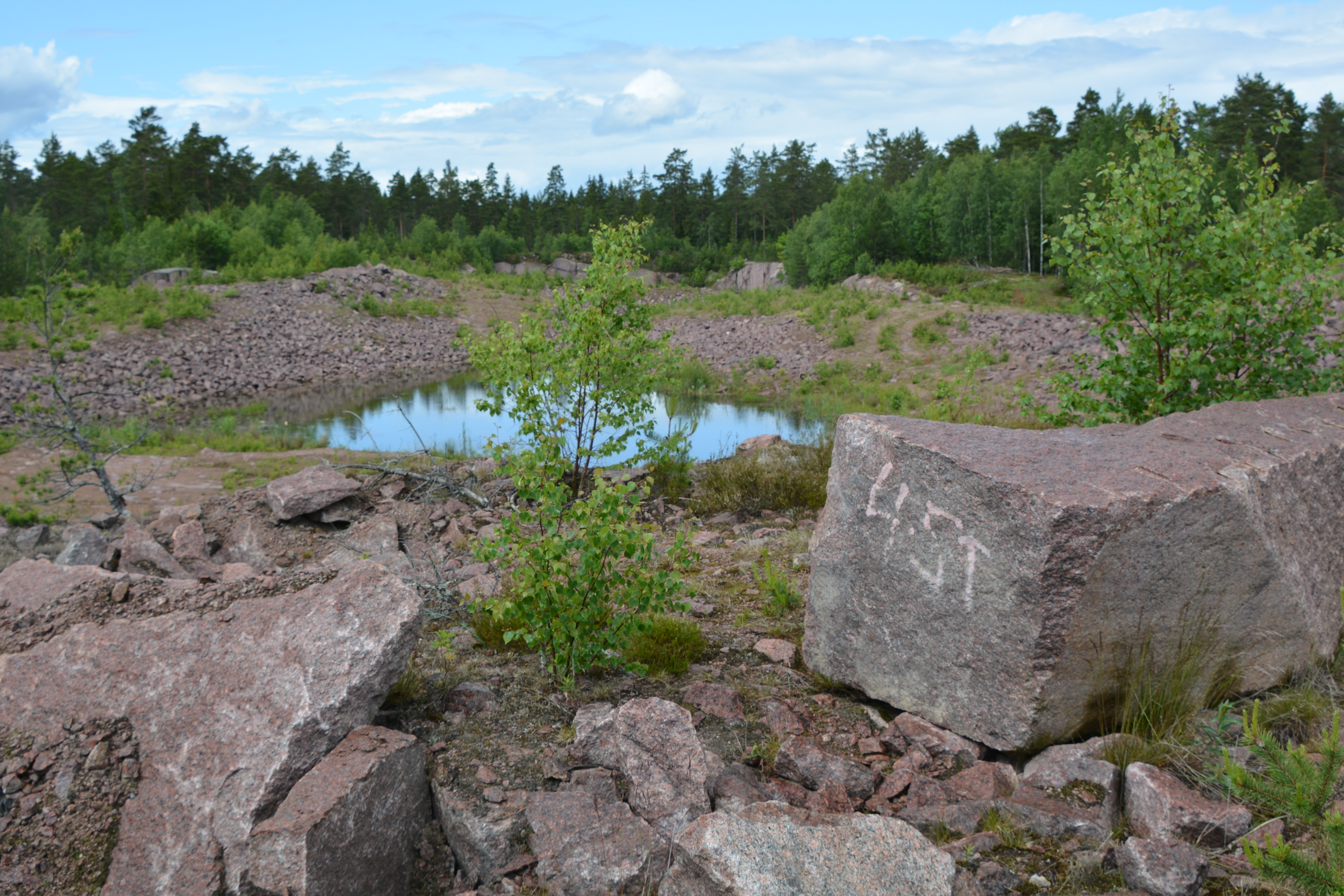
Kråkemåla stenbrott